# Metasequoia (software)
Het computerprogramma Metasequoia is programma voor het maken van 3D-computervoorwerpen.
Het programma is gemaakt door de Japanner O. Mizno. Er kunnen op een snelle manier voorwerpen mee gemaakt worden, die met zo weinig mogelijk vlakken zijn opgebouwd. Daardoor is het geschikt voor het maken van 3D-modellen voor computerspellen.

Het programma kan zelf geen afbeelding renderen (behalve in OpenGL).
Een wat oudere versie wordt MetasequoiaLE genoemd en is freeware. In de Engelstalige versie van MetasequoiaLE 2.1 komt nog weleens een Japanse tekst tevoorschijn, zodat geraden moet worden wat er staat.